# كلاتة عباس
كلاتة عباس (بالفارسية: کلاته عباس) هي قرية تقع في قسم قلندرآباد الريفي في إيران. يقدر عدد سكانها بـ 71 نسمة .